# Aline Dahlen
Aline Dahlen ou Liz Moraes, nome artístico de Aline Moraes Dahlen Ganthz é uma atriz e fisiculturista brasileira. Conhecida por trabalhos na televisão e no teatro, é conhecida nacionalmente por sua carreira em telenovelas da Rede Globo, interpretando personagens como Cintia em Pé na Jaca (2007), Rapunzel em Sítio do Pica-Pau Amarelo (2007), Nívea em Faça Sua História (2008), Gaúcha  em Clandestinos (2010), entre outras. Em 2014, Aline participou do Big Brother Brasil 14. Atualmente ela é campeã europeia de fisiculturismo.

## Biografia
Aline estudou jornalismo, mas também passou pelos cursos de medicina e direito. Além de atuar, enveredou pelas letras, escrevendo poesias e peças teatrais. Após estudar no TEPA (Teatro Escola de Porto Alegre) e fazer alguns espetáculos amadores e profissionais no Sul, Aline mudou-se para o Rio de Janeiro. Na época modelo da 40 Graus Models e estudante da CAL e do Teatro O Tablado, fez seu primeiro teste na Rede Globo. Entre 300 atores, foi uma das 20 caras novas selecionadas para integrar o elenco da novela Cobras & Lagartos, dirigida por Wolf Maya. Na sequência, fez participações nas novelas O Profeta e Pé na Jaca. Participou ainda das séries Guerra e Paz, Faça Sua História e Clandestinos, na série infantil Sítio do Pica-Pau Amarelo, na novela adolescente Malhação, na novela Gabriela e fez uma participação no remake de Guerra dos Sexos. 
Aline ainda foi participante do Big Brother Brasil 14 e também atuou no Zorra Total. Em 2016 foi contratada apresentadora do Studio Pampa, da Rede Pampa (afiliada da RedeTV! em Porto Alegre).
Após a morte da sua mãe, Aline decidiu se mudar para Londres e seguir carreira como fisiculturista. Em fevereiro de 2021, ganhou medalha de ouro na categoria Wellness do campeonato de fisiculturismo Dubai Muscle Classic, em Dubai. Em novembro de 2021 Aline se sagrou campeã europeia na categoria Diva Fitness Model no World Beauty Fitness & Fashion Inc.

### Vida pessoal
Assumidamente bissexual, logo após sua saída do reality show Ilha Record, em julho de 2022, Aline revelou estar em um relacionamento homoafetivo com Melina Requião.

## Filmografia

### Telenovelas
| Ano  | Título                    | Personagem                      |
| ---- | ------------------------- | ------------------------------- |
| 2006 | Cobras & Lagartos         | Participação especial           |
| 2007 | Pé na Jaca                | Cintia                          |
| 2007 | O Profeta                 | Participação especial           |
| 2007 | Sítio do Pica-Pau Amarelo | Rapunzel                        |
| 2008 | Faça Sua História         | Nívea                           |
| 2008 | Guerra e Paz              | Professora traficante           |
| 2009 | Malhação                  | Participação especial           |
| 2010 | Tempos Modernos           | Enfermeira Patrícia             |
| 2010 | Clandestinos              | Gaúcha                          |
| 2011 | Lara com Z                | Vampira                         |
| 2011 | Macho Man (série)         | Participação Especial           |
| 2012 | Aquele Beijo              | Vendedora Wella (merchandising) |
| 2012 | Gabriela                  | Bataclã                         |
| 2013 | Guerra dos Sexos          | Joalheira                       |

### Programas de TV
| Ano  | Título                | Cargo/Personagem          |
| ---- | --------------------- | ------------------------- |
| 2011 | Zorra Total           | Luiza                     |
| 2011 | Domingão do Faustão   | Quadro "Como Saio Dessa"  |
| 2014 | Zorra Total           | Gláucia                   |
| 2014 | Zorra Total           | Aline                     |
| 2014 | Zorra Total           | Aline                     |
| 2014 | Big Brother Brasil 14 | Participante (9º lugar)   |
| 2016 | Studio Pampa          | Apresentadora             |
| 2022 | Ilha Record 2         | Participante (Desistente) |